# Тимірязєвська сільська адміністрація
Тиміря́зєвська сільська адміністрація (каз. Тимирязев ауылдық әкімдігі, рос. Тимирязевская сельская администрация) — адміністративна одиниця у складі Сарикольського району Костанайської області Казахстану. Адміністративний центр та єдиний населений пункт — село Тимірязєвка.
Населення — 813 осіб (2021; 1008 у 2009, 1443 у 1999, 2040 у 1989).
Станом на 1989 рік існувала Тимірязєвська сільська рада (села Новосеменовка, Тимірязєвка, селища Павлиш-Спаський, Цілинний). Село Цілинне було ліквідоване 2011 року, село Павлиш-Спаське — 2017 року. 2019 року Тимірязєвський сільський округ перетворено в сільську адміністрацію.

## Склад
До складу адміністрації входять такі населені пункти:
| Населений пункт      | Старі назви | Населення, осіб (1989) | Населення, осіб (1999) | Населення, осіб (2009) | Населення, осіб (2021) |
| -------------------- | ----------- | ---------------------- | ---------------------- | ---------------------- | ---------------------- |
| Новосеменовка, село  | -           | 185                    | 21                     | -                      | -                      |
| Павлиш-Спаське, село | -           | 226                    | 198                    | 126                    | -                      |
| Тимірязєвка, село    | -           | 1518                   | 1147                   | 872                    | 813                    |
| Цілинне, село        | -           | 111                    | 77                     | 10                     | -                      |